# Control de temps

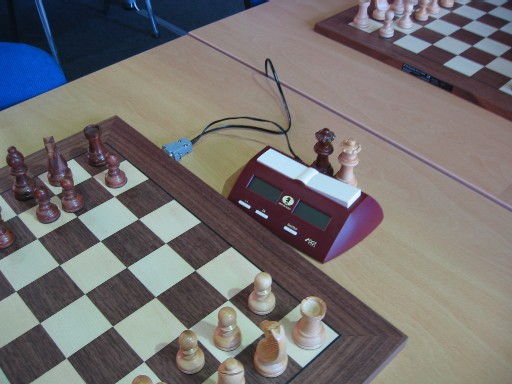
Escaquer amb rellotge

El control de temps és un mecanisme en les partides de torneig de gairebé tots els jocs de tauler de dos jugadors perquè cada torn de la partida pugui acabar de manera oportuna i el torneig pugui continuar.
Per als jocs basats en torns com ara escacs, shogi o go, els controls de temps s'acostumen a fer complir mitjançant un rellotge de joc, que compta el temps dedicat al torn de cada jugador per separat. Un jugador que passa més temps del que permet el control del temps és penalitzat, normalment amb la pèrdua de la partida. La pressió del temps (o destret de temps o Zeitnot) és la situació en què un jugador té molt poc temps al seu rellotge per completar els seus moviments restants.

## Classificació
La quantitat de temps que es dona a cada jugador per completar els seus moviments variarà d'un joc a un altre. Tanmateix, la majoria de jocs tendeixen a canviar la classificació dels torneigs segons el temps que es concedeix als jugadors.
Als escacs, les categories de límits de temps curts són: "bala", "blitz" i "semiràpid". Les partides "bala o bullet" són les més ràpides, amb un límit de temps molt curt per moviment (com ara deu segons) o un temps total molt curt (com ara un o dos minuts). Les partides "ràpides o blitz" donen normalment de cinc a deu minuts per jugador, i les partides "semiràpides" donen entre deu i seixanta minuts.
En el Go, qualsevol cosa que tingui menys de vint minuts es podria considerar "blitz".